# Nattestid ser porten vid
Nattestid Ser Porten Vid, ofte forkortet Nattestid..., er debutalbummet fra det norske black metal-band Taake, udgivet i 1999. Det blev også udgivet som 12" lp i et begrænset oplag på 500 eksemplarer. I 2007 blev albummet genudgivet som digipak.
På omslaget står albummets titel skrevet som Nattestid... – første del af trilogien bestående af Nattestid... ...Bjoergvin... ...Doedskvad. Albummet består, ligesom sine to efterfølgere, af syv unavngivede 'dele'.

## Spor
Alle sange er skrevet og komponeret af Ulvhedin Hoest
1. "Vid I" – 05:55
2. "Vid II" – 05:34
3. "Vid III" – 04:31
4. "Vid IV" – 04:35
5. "Vid V" – 04:10
6. "Vid VI" – 07:33
7. "Vid VII" – 09:37